# Ljudmila Novak
Ljudmila Novak (Maribor, 1 de agosto de 1959) es una política eslovena casada y madre de tres hijos. Se graduó en la Universidad de Maribor en 1984 de profesora de lengua y literatura de  eslovena y  alemana.
Desde el año 2000 se desempeña en el partido Nueva Eslovenia, del cual fue elegida presidente en 2008. Entre 2001 y 2004 fue alcaldesa de la localidad de Moravce, que está ubicada a 29 kilómetros de Liubliana, la capital de Eslovenia. 
En el año 2009 realizó una propuesta en el Parlamento Europeo que consistió en utilizar el esperanto para resolver los problemas de comunicación en la Unión Europea.
En el año 2011 fue elegida para participar en el parlamento esloveno. Allí, además, desempeñó el papel de vicepresidente. Mientras que fue elegida Ministro de los eslovenos en el extranjero en el año 2012.
Con el 97,7% de los votos el domingo 9 de diciembre de 2012 Novak fue reelegida presidente del partido Nueva Eslovenia.